# Plataforma Logística de Lisboa Norte
A Plataforma Logística de Lisboa Norte é uma plataforma multimodal localizada em Castanheira do Ribatejo (mun. Vila Franca de Xira, Portugal), criada em 2008 com o intuito de dar apoio à Área Metropolitana de Lisboa e porto de Lisboa. 

Esta plataforma é servida por uma rede de transportes rodoviários, ferroviários e marítimos e o seu objectivo é uma dinamização da economia nacional/regional, visto que interliga os fluxos logísticos internacionais, nacionais e regionais com a região de Lisboa e Vale do Tejo. Além disso, esta plataforma logística alarga o hinterland portuário, através da oferta de actividades logísticas complementares das portuárias (Portugal, 2006, p. 22).
O área de influência desta plataforma estende-se a 3,2 milhões de pessoas e 45 por cento do PIB industrial nacional. A empresa construtora desta plataforma é a Abertis Logística. Segundo esta empresa serão criados 17 500 postos de trabalho, sendo cinco mil postos de emprego directos.
Esta plataforma com um investimento de cerca de 370 milhões de euros, ocupa uma área de 100 ha entre a Estação Ferroviária de Carregado e a Estação Ferroviária de Castanheira do Ribatejo. Em 2011 são comercializados os primeiros armazéns e está a laborar totalmente em 2018.
A plataforma possui áreas logísticas diversas, tais como: multifunções/multicliente, monocliente, especializadas e de transformação. A plataforma envolve também um terminal intermodal marítimo e ferroviário; serviços de apoio a empresas e veículos; e áreas de negócio e comércio. Com a função de auxiliar a plataforma, a estação de caminho-de-ferro de castanheira do Ribatejo possui uma dupla função de mercadorias e passageiros, com a possibilidade de ser efectuada uma quadruplicação da via, tudo isto num território próximo da plataforma (Venda, 2007).

## Vias de acesso
As principais vias de acesso à plataforma são:
- Vias rodoviárias: A1 saída 3A e N1 km 5,2.
- Vias ferroviárias: Linha do Norte
- Vias fluviais: Rio Tejo